# Pane duro
Pane duro è un romanzo dello scrittore italiano Silvio Micheli che vinse nel 1946 il Premio Viareggio.

## Trama
La storia è narrata in prima persona dall'anonimo protagonista, un misero impiegato di trent'anni con velleità letterarie, ed è ambientata nel periodo che va tra la fine degli anni trenta e la Seconda guerra mondiale.

## Edizioni
- Silvio Micheli, Pane duro, Einaudi, 1946,  p. 636.